# Doina Ciucanu-Robu

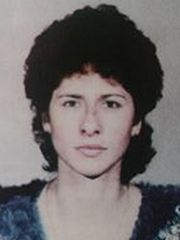
Doina Robu (1992)

Doina Ciucanu-Robu (* 22. Juli 1967 in Piatra Neamț) ist eine ehemalige rumänische Ruderin, die zwei olympische Medaillen gewann.
Die 1,95 m große Ruderin startete bei den Olympischen Spielen 1988 als Doina Ciucanu. Bei den Olympischen Spielen 1990 trat sie als Doina Robu an. Schon bei den Ruder-Weltmeisterschaften 1990 wird sie als Doina Robu geführt.
Die sportliche Karriere von Doina Ciucanu begann bei den Junioren-Weltmeisterschaften 1984, als sie mit dem Doppelzweier die Bronzemedaille erruderte, 1985 gewann sie den Titel mit dem Doppelvierer. Bei den Weltmeisterschaften 1986 erkämpften Anișoara Bălan, Doina Ciucanu, Anișoara Sorohan und Maricica Țăran im Doppelvierer die Silbermedaille hinter dem Boot aus der DDR. Im Jahr darauf belegten Bălan, Veronica Cochela, Ciocanu und Sorohan den vierten Platz bei den Weltmeisterschaften 1987.
Bei den Olympischen Spielen 1988 ruderten im Vorlauf Balan, Ciucanu, Cogelea und Anișoara Minea(-Sorohan) im rumänischen Doppelvierer, der den zweiten Platz hinter den Bulgarinnen und vor der sowjetischen Crew belegte. Ihren Hoffnungslauf gewannen die Rumäninnen vor den Belgierinnen, das sowjetische Boot gewann den anderen Hoffnungslauf. Im Finale ruderte Elisabeta Lipă für Doina Ciucanu, die Rumäninnen belegten den dritten Platz hinter den Booten aus der DDR und aus der Sowjetunion. Für ihren Einsatz in Vor- und Hoffnungslauf erhielt auch Doina Ciucanu die Bronzemedaille.
1990 kehrte Doina Robu zurück in die rumänische Mannschaft. Bei den Weltmeisterschaften in Tasmanien gewann sie zusammen mit Doina Bălan, Iulia Bobeică und Marioara Trașcă den Wettbewerb im Vierer ohne Steuerfrau vor dem westdeutschen Vierer. Die vier Ruderinnen gehörten auch zum rumänischen Achter, der vor dem US-Boot und dem Boot aus der nicht mehr bestehenden DDR siegte. Bei den Weltmeisterschaften 1991 in Wien belegte Robu mit dem rumänischen Vierer ohne Steuerfrau den sechsten Platz, der rumänische Achter gewann Bronze hinter den Booten aus Kanada und der Sowjetunion.
Bei den Olympischen Spielen 1992 in Barcelona belegte Robu zusammen mit Doina Snep(-Bălan) den siebten Platz im Zweier ohne Steuerfrau. Mit dem Achter gewannen die beiden die Silbermedaille hinter den Kanadierinnen. Bei den Weltmeisterschaften 1993 belegte Robu mit dem rumänischen Vierer ohne Steuerfrau den fünften Platz, mit dem rumänischen Achter erruderte sie die Goldmedaille vor dem US-Boot. 
Bei den Olympischen Spielen 1996 trat Robu nach zwei Jahren Unterbrechung noch einmal mit dem Doppelvierer an. Die Rumäninnen belegten den zehnten und letzten Platz.
Doina Robus Ehemann Valentin Robu ruderte ebenfalls für Rumänien bei Olympischen Spielen.